# Fertőszéplak
Fertőszéplak è un comune di 1 175 abitanti situato nella contea di Győr-Moson-Sopron, nell'Ungheria nordoccidentale.